# جيمس ستورم
جيمس آلان بلاك James Allan Black (بالإنجليزية: James Storm)‏ ولد في 1 / يونيو / 1977 ميلادية، مصارع أمريكي محترف ويصارع باسمه المستعار The Tennis Cowboy James Storm، مسجل حاليًا في عقد مع منظمة Total Non Stop Action Wrestling للمصارعة الحرة. وحاز على بطولة الفرق العالمية مرتين مع زميله في الفريق بوبي رود Bobby Roode

## مسيرته المهنية
كان جيمس ستورم مصارع مبتدئ حينما كان في المدرسة الثانوية، وفاز ببطولة الولاية، إضافةً إلى ذلك كان موهوبًا في كرة السلة فحصل على منحة إلى Austin Peay University (و أُجبر على التوقف عن اللعب بسبب إصابة في كتفه). بدأت مسيرة جيمس الاحترافية عندما دربه (سلاش Slash) وهو مصارع ماهر في 1995. وقد أعاق تدريبه كتفه المكسور، وفي آخر المطاف انسحب من مدرسة «سلاش». وقد عاد للتدريب مع (شين مورتن Shane Morton) بعد ما شفي كفته من الإصابة.
تجول جيمس في الدائرة المستقلة الجنوبية-الشرقية قبل أن يسجل في منظمة World Championship Wrestling أو بالاختصار (WCW) بعقد مطور في سنة 2000. ظهر جيمس عدة مرات في WCW خصوصًا في ليالي السبت سنة 2000 لتحسين وصقل موهبته وفي هذا الوقت حدد اسمه المستعار في المصارعة. ورجع جيمس للعب بشكل مستقل بعد أن بيعت منظمة WCW إلى منظمة World Wrestling Federation أو بالاختصار (WWF) عام 2001.

### شركة (TNA)الفترة (2002-حاليًا)
صارع ستورم مع زميله المستقبلي في الفريق (كرس هاريس Chris Harris) في عرض (Legend Night) تاريخ 1 يونيو 2002، ونتيجة للمباراة تم توظيف هاريس وستورم في منظمة TNA. توقع الاثنان ان يصارعا بشكل مستقل ولكن المنظمة قررت ان يصارعا كفريق تبادل وأسميا أنفسهمها (أكثر المطلوبين في أمريكا America Most Wanted)، وترجع التسمية حسب ما قال كرس هاريس ان كل من كان في المباراة الأولى بينهما قد تم توظيفه في منظمة TNA حتى حكم المباراة. ولكن جيمس اختلف مع هذا الكلام وقال ان التسمية ترجع إلى مشاكله مع القانون.
ظهر ستورم في افتتاح مهرجانات (Pay-Per-View) في 19 يونيو 2002 وصارع مع زميله كرس هاريس لأول مرة في ثاني مهرجان لـ TNA تاريخ 26 يونيو 2002. أصبح الفريق وبسرعة ركن أساسي من الترقية وأصبحا فريق بانتظام وبشكل قانوني للسنوات في السنوات التالية. ولكنهما تفرقا في بداية 2003 ومرة أخرى في 2004، ولكنهما واصلا اللعب كفريق.
جيمس ستورم مع زميله كريس هاريس قلبا الأوضاع في مساعدتهما لـ (جف جارت Jeff Jarrett) و (ريفن Raven) للحصول على بطولة NWA العالمية للوزن الثقيل (NWA World Heavyweight). وانضما إلى جيش «جارت» واكتساب (قايل كم Gail Kim) إلى فريقهما. وأدى ميل ستورم للبس قبعات راعي البقر (الكاوبوي) إلى الاستهزاء بالفريق بوصفه (الجبل مكسور الظهر Brock back Mountain) استنادًا إلى فيلم عن علاقات الكاوبوي الجنسية المنزلية. وفي أوساط سنة 2006 بدءا بالإحساس انهم على وشك التفرق بسبب تواصلهما السيء خلال مبارياتهما، خصوصًا عندما ضرب كرس هاريس – عن طريق الخطأ – جيمس ستورم بسله قمامة حديدة (Garbage Can) في مباراة دموية لا استبعاد فيها ضد (Team 3D) المكون من (برذر ري Brother Ray) وأخيه بالقسم المسمى (برذر ديفون Brother Devon). وخلال كون «جيمس» و«كريس» فريق استطاعا الفوز ببطولة NWA للفرق العالمية (NWA World Tag Team Championship) سبع مرات.
في 14 ديسمبر 2006 في عرض (إمباكت Impact) وصل فريق «كرس هاريس» و«جيمس ستورم» وقيل كم إلى نهايته بسبب العداء الذي حصل بعد خوضهما مباراة ضد فريق (LAX) وضرب «جيمس» زميله بزجاجة «بير» أو بالإنجليزية (Beer Bottle). وبدأ عداء بين «ستورم» و (بيتي وليمز Petey Williams) وثم خيانة زميلته «قيل» كم والانضمام إلى (جاكلن موور Jacqueline Moore). وبعد ذلك أصاب «جيمس ستورم» سلسلة انتصارات ضخمة جدًا فيفوز بمعظم مبارياته ضد «بيتي وليمز» و (إريك يونغ Eric Young) وحتى زميله السابق في الفريق «كرس هاريس». وفي مهرجان (ساكرفايس Sacrifice) أي «التضحية» هُزم جيمس ستورم من قبل زميله السابق «كرس هاريس» ونوع المباراة (Texas Death Mach) التي أنهت سلسلة انتصاراته الطويلة. وقد تواجها مرة أخرى في مباراة التصفية لملك الجبل (King Of The Mountain Qualifying Mach) التي ضرب الاثنان بعضهما بمختلف أنواع الأسلحة التي سببت نزيفهما من الرأس وكان «هاريس» سينفذ ضربة (سبير Spear) أي «الطعنة» على «ستورم» ولكن بسبب وجود النفق اضطر الحكم إلى عدهما خارج المباراة بسبب خروجهما من الحلبة حتى العد إلى 10.
بعد ذلك اشترك «جيمس ستورم» مع «روبرت رود» وهزما الفريق المكون من «إريك يونغ» و (راينو Rhino) أي وحيد القرن. وليحتفل «ستورم» و«جاكلين» قررا ان يفتحا زجاجة «البير» لتفوض في فم «راينو» فبدأ العداء بين الفريقين خصوصًا ان كان راينو يعاني مشكلة شرب الكحول سابقًا التي استطاع تخطيها. وعلى مر الأسبوع تعمد «جيمس» السخرية من راينو بقوله انه «يعلم ان راينو يريد شرب الكحول» في كل مرة استطاع ذلك، وواصل المحاولة ان يفوض زجاجة «بير» في فم راينو بعد كل مرة يهزمه. استطاع «ستورم» أن يهزم «راينو» في مهرجان (فيكتوري رود Victory Road) أي «طريق الانتصار» بعد أن ضرب «راينو» بزجاجة «بير» وتواصل العداء بينهما حين هزم «ستورم» «راينو» مرة أخرى في مهرجان (هارد جستس Hard Justice) أي «العدالة الصعبة». ولعدة أسابيع قام «ستورم» بالبحث عن راينو في أي حانة (Bar) يستطيع الأمر الذي أدى أن يتحداه «راينو» في مباراة بمهرجان (نو سرندر No Surrender) أي «بدون استسلام» واستطاع «راينو» الانتصار بتطبيق ضربة المعهودة (Gore) أي «التقطيع» على طاولة.
و بعد إصابة «راينو»، بدأ ستورم العداء مع «إريك يونغ» للإثبات من شارب الخمر الأفضل منهما، فاز «إريك» ببطولة «ستورم» للشارب الأفضل (Drinking Championship Belt) وحافظ عليها مدة شهرين قبل أن يخسرها مرة آخرى لـ«ستورم» في مباراة من نوع الدرج. وبمتابعة ذلك عاد «راينو» من إصابته وضرب «ستورم» بضربته المعهودة (Gore) وتحداه لمباراة من نوع (Elevation X). وبعد مباراة الدرج مع «إريك» الذي تظاهر بخوف «ستورم» من المرتفعات ولكن ستورم شارك في المباراة، وانتهى به الأمر بالخسارة بعد أن سقط من الحبال العلوية التي تشكل علامة X على طاولة في الحلبة. وبعد عدة أسابيع عادة «ستورم» إلى إمباكت في تاريخ 27 مارس وهاجم (ستنق Sting) أي اللداغ بزجاجة بير. وفي 4 أبريل من إمباكت سمح مات مورغان لـ«جيمس ستورم» أن يشارك في فريق (تامكو Tomko). وفي مهرجان (لوك داون Lock Down) خسر ستروم مع فريقه مباراة (Lethal Lock Down) ضد فريق (كرستن Christian). ثم حددت مباراة بدون استبعاد بين «ستنق» و«ستورم» التي فاز فيها ستنق. وفي مهرجان Sacrifice اشترك ستورم وستنق في فريق ضد Team 3D وخسرا المباراة.

#### تشكيل فريق بير موني إنك. Beer Money Inc الفترة (2008-حاليًا)

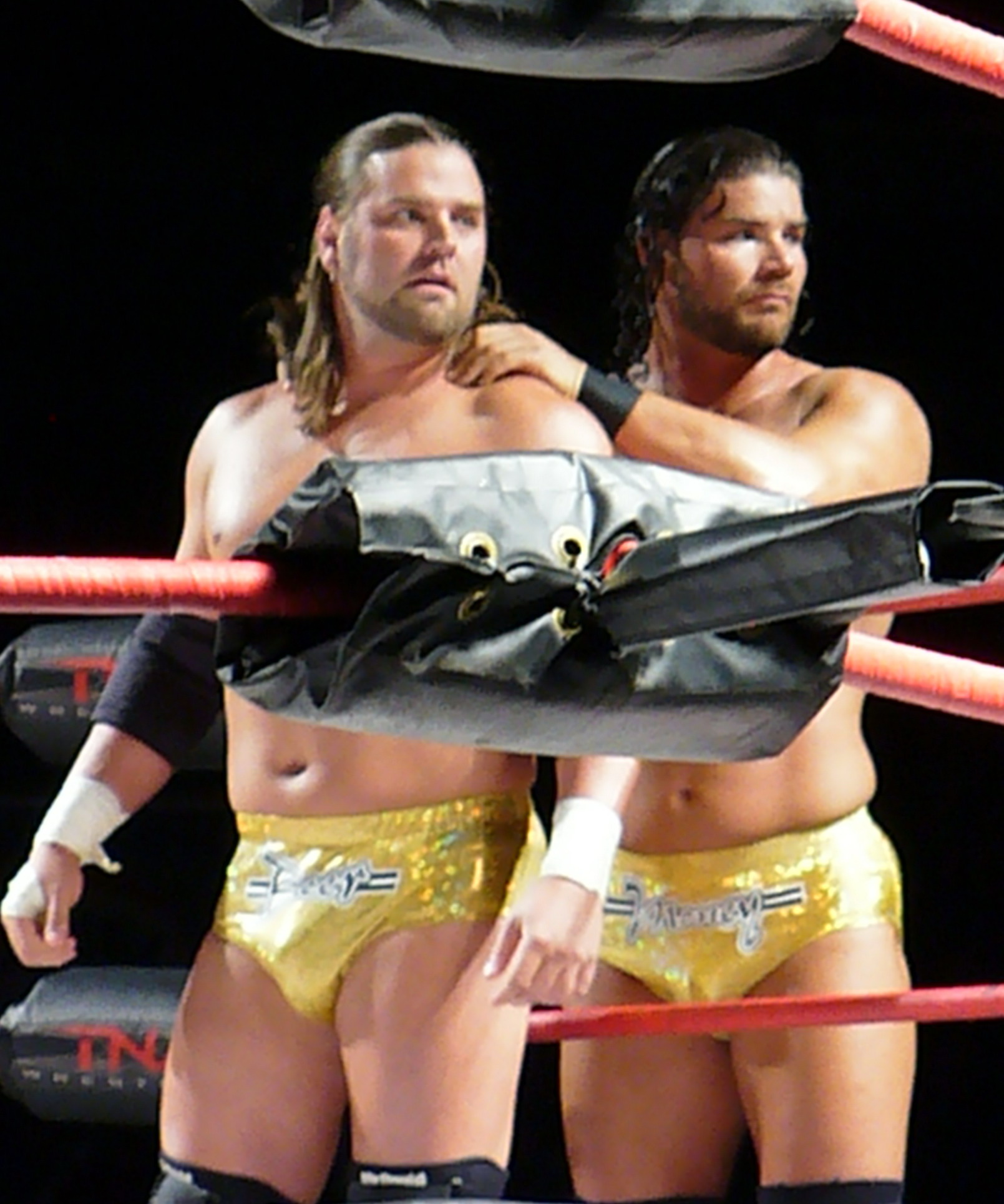
فريق "بير موني إنك

في إمباكت تاريخ 12 يونيو، ستورم وقالب:بوبي رود تحديا فريق (LAX) لبطولة الفريق العالمية (World Tag Team Championship). ونجحا في الفوز بالمباراة بعد أن ضرب ستورم ركلته الخارقة "The Last Call" على (Hernandez) وكان حزام البطولة ملفوف على قدم «ستورم» ولكن (هيكتور قيريو) بالإنجليزي (Hector Gurerro) وهو مدير أعمال (LAX) في ذلك الوقت أعلم الحكم بما حصل، فأُعيدت المباراة في نفس الليلة ونجح فريق (LAX) بالمحافظة على البطولة بعد أن قام «هرناندز» بضربته القاضية " The Border Toss" على جميس ستورم. وتحدى فريق (LAX) فريق (Beer Money Inc.) - سبب تسميته شرب ستورم للبير وكون روبرت رود مليونير – إلى مباراة من نوع (Fans Revenge) في مهرجان (Victory Road). وقبل هذه المباراة خسر فريق بير موني إنك ضد فريق The Motor City Machine Guns وضد ستنق و (كفن ناش Kevin Nash) في مباراة أخرى. وحصلت المباراة في مهرجان Victory Road واستطاع فريق (LAX) المحافظة على البطولة. وفي مهرجان (Hard Justice) استطاع بير موني إنك الحصول على بطولة الفرق العالمية بعد أن ضرب «ستورم» هومسايد Homicide بزجاجة البير. وفي مهرجان (No Surrender) واجه فريق بير موني إنك. فريق LAX على بطولة الفرق العالمية واستطاع بير موني إنك. الدفاع عن البطولة بنجاح. وفي عرض إمباكت واجه LAX بير موني إنك مرة أخرى على اللقب وفاز بير موني بالمباراة. وفي 8 يناير خسرا بطولة الفرق العالمية لـ فريق Lethal Consequences. وفي مهرجان Genesis استعادا البطولة ضد (Matt Morgan & Abyss، Lethal Consequences). دافع بير موني إنك عن بطلولة الفرق في Against All Odds واستطاعا الحفاظ عليها. وفي مهرجان Lock Down 2009 خسر بير موني إنك بطولة الفرق العالمية لـ Team 3D. في 15 مايو 2009 تم الإعلان أن بلاك سجل عقد جديد مع TNA وهذا العقد لعدة سنوات.
بعد أن خسر ستورم مع زميله رود بطولة الفرق العالمية، أصبح الآن يسعى إليها وذلك باشتراكه مع زميله في دوري Team 3D للفرق، وجائزة الفوز بالدوري 10000 دولار أمريكي، وفرصة مواجهة ضد Team 3D لبطولة الفرق وهزموا لحد الآن فريق «ليثال كونسكونسيس» وفرق «إريك يونغ» مع «جيثرو هولدي». وفي 24 مايو مهرجان «سكرفايس» Sacrifice فاز فريق بير موني بالدوري للحصول على فرصة لبطولة الفرق العالمية و 10000$ دولار أمريكي. حصل الفريق على هذه الفرصة في مهرجان «سلامفيرسري» وتمكنا بنجاح من الفوز والحيازة على بطولة الفرق.

## حياته الخاصة
أوضج جيمس في صفحة My Space أنه يواعد مقدمة في شركة TNA سابقًا وهي (Crystal Louthan) كما أن لديه ابنة.

## معلومات في المصارعة
- ضربات قاضية ومميزة

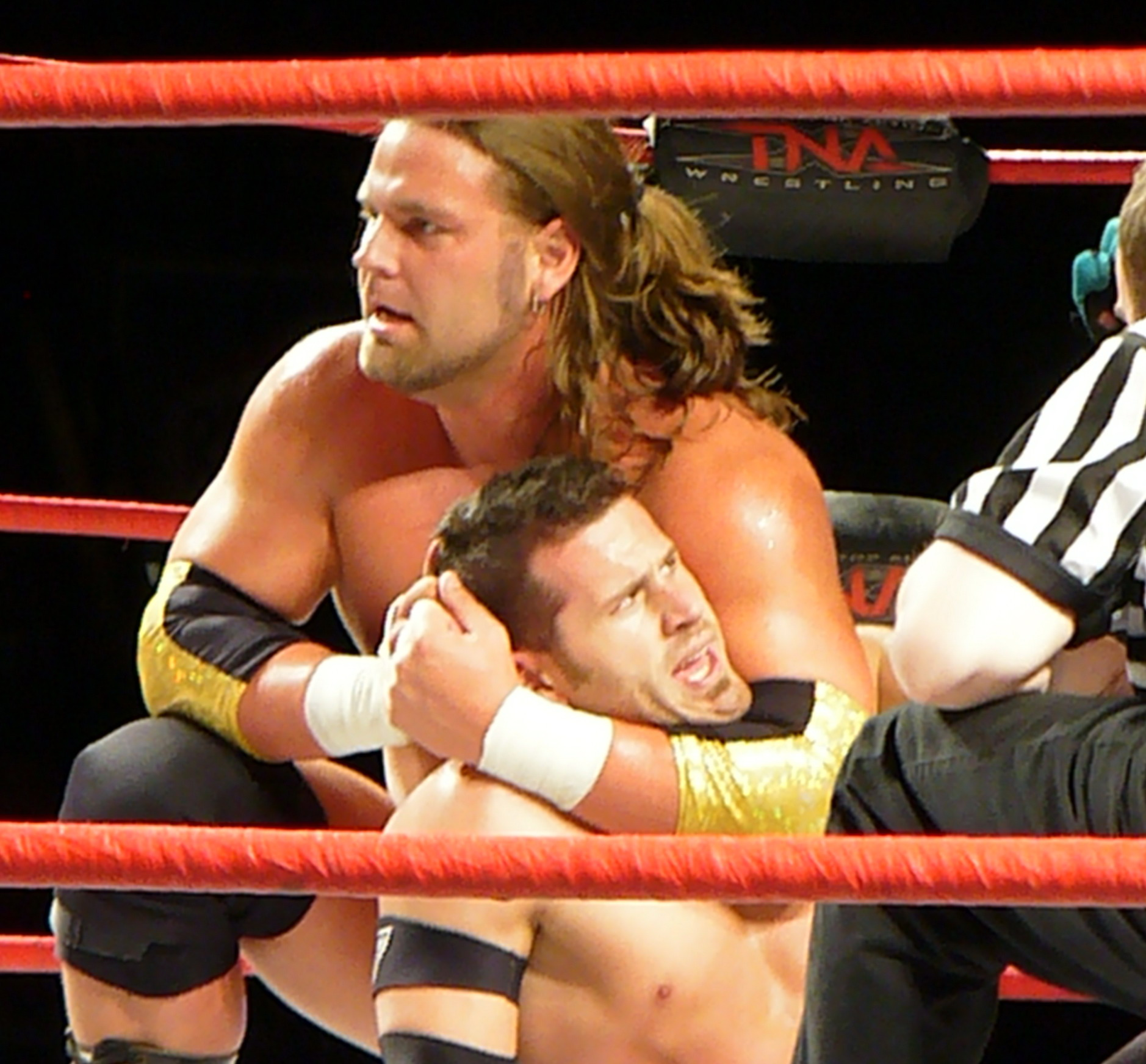
جيمس ستورم يطبق حركة chinlock على "ألكس شلي"

  - ـ (Eight Second Ride (Spinning Bull dog
  - ـ (Eye of Storm (Spinning Curfix Toss
  - ـ Last Call - ركلة خارقة
  - ـ Double Underhook Backbreaker
  - ـ Double Underhook Suplex
  - ـ Elevated DDT
  - ـ Running High Knee Strike
  - ـ Sharpshooter
  - ـ Spear
  - ـ Standing or leg-fed Enzugiri
  - ـ (Swinging Noose (Reverse Tornado DDT
- ضربات قاضية ومميزة مع زميله «روبرت رود»
  - ـ DWI
  - ـ Swinging Side Slam
  - ـ Double Suplex - بعدها يصرخ جيمس ستورم: «بير» وروبرت رود: «موني»
  - ـ Samoan Drop by storm, Diving neck breaker by Roode
- أدوات مميزة
  - زجاجة «بير» Beer Bottle
- مدراء أعمال
  - قيل كم
  - جاكي كايدا
  - جاكلين

## بطولاته وإنجازاته
- شركة Forntier Elite Wrestling
  - بطل الـ FEW لفرق العالمية (مرة واحدة) – مع كريس هاريس
- شركة Pro Wrestling IIIustrated
  - ـ PWI أفضل فريق للسنة (2004) – مع كريس هاريس
  - ـ PWI أفضل فريق للسنة (2008) – مع روبرت رود
  - علم رقم #42 من أفضل 500 مصارع فردي
- شركة Total Non Stop Action Wrestling
  - بطل NWA للفرق العالمية (7 مرات) – مع كريس هاريس 6، مع (كرستوفر دانيلز Christopher Daniels)
  - بطل الفرق العالمية (مرتان) – مع روبرت رود
  - الفائز في دوري الفرق سنة 2003 مع كريس هاريس
- شركة Wrestling Obsever Newsletter award
  - أفضل فريق في السنة (2005) – مع كريس هاريس
  - أسوأ مباراة في السنة (2007) - ضد كريس هاريس

## وصلات خارجية
- جيمس ستورم على موقع IMDb (الإنجليزية)
- جيمس ستورم على موقع ميوزك برينز (الإنجليزية)
- جيمس ستورم على موقع قاعدة بيانات الفيلم (الإنجليزية)
- جيمس ستورم على موقع WrestlingData.com (الإنجليزية)
- جيمس ستورم على موقع CageMatch worker (الإنجليزية)
- جيمس ستورم على موقع قاعدة بيانات المصارعة على الإنترنت (الإنجليزية)
- جيمس ستورم على موقع عالم المصارعة على الإنترنت (الإنجليزية)
- جيمس ستورم على موقع عالم المصارعة على الإنترنت (الإنجليزية)

- الموقع الرسمي
- الملف الشخصي في موقع شركة TNA
- ـ الملف الشخصي في موقع أونلاين وورلد رسلينغ
- ـ مقابلة مع فريق «أمريكا موست وونتد»
- ـ مقابلة مع جيمس ستورم